# 반즐리이스트 (영국 의회 선거구)
반즐리센트럴 (Barnsley East)은 잉글랜드 사우스요크셔주에 위치한 영국 의회의 옛 선거구이다. 선거비용보전과 선관위원 유형 면에서는 자치구 선거구로 분류되었으며 반즐리시 일부를 관할하였다.
2023년 웨스트민스터 선거구 정기심의 당시 반즐리노스로 통합되었으며 일부 지역은 반즐리사우스에 편입됐다.

## 역사
1983년 총선 당시 '반즐리이스트'란 이름으로 처음 신설되었으며 1997년 총선부터 반즐리이스트 멕스버러 지역구로 병합되었다. 이후 2010년 총선에서 부활하였다.
2010년 총선에서는 총 8명의 후보가 출마하였으며 사회주의노동당에서도 후보를 내어 노동당에 불리할 것으로 예측되었으나, 선거 결과 노동당의 마이클 더거 후보가 47%를 득표하였고 자민당과 보수당은 18.2% 이하에 그치면서 2,3위에 머물렀다. 노동당 입장에서는 2위 후보간의 우위득표율이 24% 하락하여 전국에서 가장 큰 하락폭을 보였지만 지역구 수성에 성공하였다.

## 지역 정보
1983년부터 1997년까지 노동당의 텃밭 지역구였으며 지역구 부활 직후인 2010년 총선에서도 마찬가지였다. 하지만 2019년 총선에서 노동당 득표율이 21.9% 하락하고, 우위득표율도 8.4% 감소하는 등 더 이상 텃밭으로 보기 어려워졌다.
2017년 총선에서 스테파니 피콕이 당선되면서 노동당 의석을 사수하였다.

## 경계
1983–1997년: 반즐리구 브리얼리, 커드워스, 다필드, 던사우스, 던선스코어, 움벨노스, 움벨사우스
2010년~: 반즐리구 커드워스, 다필드, 호일랜드밀턴, 노스이스트, 로킹엄, 스테어풋, 움벨, 워즈브러
2010년 영국 총선 당시 잉글랜드 구획위원회가 실시한 사우스요크셔주 지역구 구획심의 결과, 반즐리이스트 멕스버러 지역구에서 멕스버러로부터 반즐리이스트를 분리하여 반즐리이스트 지역구를 부활시키는 것으로 결론이 났다.

## 국회의원
| 선거   | 선거          | 의원                                                   | 정당                                                   |                                                        |
| ------ | ------------- | ------------------------------------------------------ | ------------------------------------------------------ | ------------------------------------------------------ |
|        | 1983년        | 테리 펫쳇                                              | 노동당                                                 |                                                        |
| 1987년 | 제프 에니스   |                                                        | 노동당                                                 |                                                        |
|        | 1997          | 선거구 폐지 (반즐리이스트 멕스버러, 반즐리센트럴 참고) | 선거구 폐지 (반즐리이스트 멕스버러, 반즐리센트럴 참고) | 선거구 폐지 (반즐리이스트 멕스버러, 반즐리센트럴 참고) |
|        | 2010          | 마이클 더거                                            | 노동당                                                 |                                                        |
| 2017   | 스테파니 피콕 |                                                        | 노동당                                                 |                                                        |
|        | 2024          | 선거구 폐지 (반즐리노스, 반즐리사우스 참고)            | 선거구 폐지 (반즐리노스, 반즐리사우스 참고)            | 선거구 폐지 (반즐리노스, 반즐리사우스 참고)            |

## 선거
| 선거                                      | 선거 결과 | 선거 결과                                             | 후보            | 후보                           | 정당   | 득표   | %     | ±%    |
| ----------------------------------------- | --------- | ----------------------------------------------------- | --------------- | ------------------------------ | ------ | ------ | ----- | ----- |
| 2019년 총선 투표수: 36,903 (56.5%) (-4.1) |           | 노동당 유지 과반 득표: 3,571 (9.7%) -30.1 -27.1% 선회 |                 | 스테파니 피콕                  | 노동당 | 14,329 | 37.6  | -21.9 |
| 2019년 총선 투표수: 36,903 (56.5%) (-4.1) |           | 노동당 유지 과반 득표: 3,571 (9.7%) -30.1 -27.1% 선회 | 짐 퍼거슨       | 브렉시트당                     | 11,112 | 29.2   | 신인  |       |
| 2019년 총선 투표수: 36,903 (56.5%) (-4.1) |           | 노동당 유지 과반 득표: 3,571 (9.7%) -30.1 -27.1% 선회 | 애덤 그레그     | 보수당                         | 10.377 | 27.3   | +0.3  |       |
| 2019년 총선 투표수: 36,903 (56.5%) (-4.1) |           | 노동당 유지 과반 득표: 3,571 (9.7%) -30.1 -27.1% 선회 | 소피 손턴       | 자유민주당                     | 1,330  | 3.5    | +1.7  |       |
| 2019년 총선 투표수: 36,903 (56.5%) (-4.1) |           | 노동당 유지 과반 득표: 3,571 (9.7%) -30.1 -27.1% 선회 | 리처드 트로트맨 | 녹색당                         | 922    | 2.4    | 신인  |       |
| 2017년 총선 투표수: 40.776 (58.6%) (+2.9) |           | 노동당 유지 과반 득표: 13,283 (32.5%) +1.3 -3.8% 선회 |                 | 스테파니 피콕                  | 노동당 | 24,280 | 59.5  | +4.8  |
| 2017년 총선 투표수: 40.776 (58.6%) (+2.9) |           | 노동당 유지 과반 득표: 13,283 (32.5%) +1.3 -3.8% 선회 | 앤드루 로이드   | 보수당                         | 10,997 | 27.0   | +12.4 |       |
| 2017년 총선 투표수: 40.776 (58.6%) (+2.9) |           | 노동당 유지 과반 득표: 13,283 (32.5%) +1.3 -3.8% 선회 | 제임스 달튼     | 영국 독립당                    | 3,247  | 8.0    | -15.5 |       |
| 2017년 총선 투표수: 40.776 (58.6%) (+2.9) |           | 노동당 유지 과반 득표: 13,283 (32.5%) +1.3 -3.8% 선회 | 토니 디보이     | 요크셔당                       | 1,215  | 3.0    | +1.3  |       |
| 2017년 총선 투표수: 40.776 (58.6%) (+2.9) |           | 노동당 유지 과반 득표: 13,283 (32.5%) +1.3 -3.8% 선회 | 니콜라 터너     | 자유민주당                     | 750    | 1.8    | -1.4  |       |
| 2017년 총선 투표수: 40.776 (58.6%) (+2.9) |           | 노동당 유지 과반 득표: 13,283 (32.5%) +1.3 -3.8% 선회 | 케빈 리들러프   | 잉글랜드 민주당                | 287    | 0.7    | -0.4  |       |
| 2015년 총선 투표수: 38,517 (55.7%) (-0.4) |           | 노동당 유지 과반 득표: 12,034 (31.2%) +2.3 -5.6% 선회 |                 | 마이클 더거                    | 노동당 | 21,079 | 54.7  | +7.7  |
| 2015년 총선 투표수: 38,517 (55.7%) (-0.4) |           | 노동당 유지 과반 득표: 12,034 (31.2%) +2.3 -5.6% 선회 | 로버트 스위픈   | 영국 독립당                    | 9,045  | 23.5   | +19.0 |       |
| 2015년 총선 투표수: 38,517 (55.7%) (-0.4) |           | 노동당 유지 과반 득표: 12,034 (31.2%) +2.3 -5.6% 선회 | 캐서린 하본     | 보수당                         | 5,622  | 14.6   | -1.9  |       |
| 2015년 총선 투표수: 38,517 (55.7%) (-0.4) |           | 노동당 유지 과반 득표: 12,034 (31.2%) +2.3 -5.6% 선회 | 러스 콜맨테일러 | 자유민주당                     | 5,622  | 14.6   | -15.0 |       |
| 2015년 총선 투표수: 38,517 (55.7%) (-0.4) |           | 노동당 유지 과반 득표: 12,034 (31.2%) +2.3 -5.6% 선회 | 토니 디보이     | 요크셔당                       | 647    | 1.7    | 신인  |       |
| 2015년 총선 투표수: 38,517 (55.7%) (-0.4) |           | 노동당 유지 과반 득표: 12,034 (31.2%) +2.3 -5.6% 선회 | 케빈 리들러프   | 잉글랜드 민주당                | 440    | 1.1    | 신인  |       |
| 2015년 총선 투표수: 38,517 (55.7%) (-0.4) |           | 노동당 유지 과반 득표: 12,034 (31.2%) +2.3 -5.6% 선회 | 랄프 다이슨     | 노동조합원 사회주의 연합       | 364    | 0.9    | 신인  |       |
| 2015년 총선 투표수: 38,517 (55.7%) (-0.4) |           | 노동당 유지 과반 득표: 12,034 (31.2%) +2.3 -5.6% 선회 | 빌리 마스던     | 틀:정당색/영국을 확인해 주세요 | 103    | 0.3    | 신인  |       |
| 2010년 총선 투표수: 38,396 (56.1%) (+7.3) |           | 노동당 유지 과반 득표: 11,090 (28.9%) -14.0% 선회     |                 | 마이클 더거                    | 노동당 | 18,059 | 47.0  | -23.9 |
| 2010년 총선 투표수: 38,396 (56.1%) (+7.3) |           | 노동당 유지 과반 득표: 11,090 (28.9%) -14.0% 선회     | 존 브라운       | 자유민주당                     | 6,969  | 18.2   | +4.1  |       |
| 2010년 총선 투표수: 38,396 (56.1%) (+7.3) |           | 노동당 유지 과반 득표: 11,090 (28.9%) -14.0% 선회     | 제임스 호크니   | 보수당                         | 6,329  | 16.5   | +3.8  |       |
| 2010년 총선 투표수: 38,396 (56.1%) (+7.3) |           | 노동당 유지 과반 득표: 11,090 (28.9%) -14.0% 선회     | 콜린 포터       | 브리튼 국민당                  | 3,301  | 8.6    | 신인  |       |
| 2010년 총선 투표수: 38,396 (56.1%) (+7.3) |           | 노동당 유지 과반 득표: 11,090 (28.9%) -14.0% 선회     | 토니 왓슨       | 영국 독립당                    | 1,731  | 4.5    | 신인  |       |
| 2010년 총선 투표수: 38,396 (56.1%) (+7.3) |           | 노동당 유지 과반 득표: 11,090 (28.9%) -14.0% 선회     | 케빈 호건       | 무소속                         | 712    | 1.9    | 신인  |       |
| 2010년 총선 투표수: 38,396 (56.1%) (+7.3) |           | 노동당 유지 과반 득표: 11,090 (28.9%) -14.0% 선회     | 에디 디보이     | 무소속                         | 684    | 1.8    | 신인  |       |
| 2010년 총선 투표수: 38,396 (56.1%) (+7.3) |           | 노동당 유지 과반 득표: 11,090 (28.9%) -14.0% 선회     | 켄 캡스틱       | 틀:정당색/영국을 확인해 주세요 | 601    | 1.6    | -0.7  |       |

### 1980~1990년대
1996년 10월 11일 테리 팻쳇 의원이 사망하면서 12월 12일에 재보궐선거가 치러졌다. 투표율은 크게 감소했지만 제프 에니스 노동당 후보가 의석을 사수하였다.
| 선거                                             | 선거 결과 | 선거 결과                                             | 후보              | 후보                           | 정당   | 득표   | %    | ±%   |
| ------------------------------------------------ | --------- | ----------------------------------------------------- | ----------------- | ------------------------------ | ------ | ------ | ---- | ---- |
| 1996년 재보궐선거 투표수: 17,900 (33.7%) (-39.2) |           | 노동당 유지 과반 득표: 12,181 (68.0%) +5.0            |                   | 제프 에니스                    | 노동당 | 13,683 | 76.4 | -0.8 |
| 1996년 재보궐선거 투표수: 17,900 (33.7%) (-39.2) |           | 노동당 유지 과반 득표: 12,181 (68.0%) +5.0            | 데이비드 윌리스   | 자유민주당                     | 1,502  | 8.4    | -0.2 |      |
| 1996년 재보궐선거 투표수: 17,900 (33.7%) (-39.2) |           | 노동당 유지 과반 득표: 12,181 (68.0%) +5.0            | 제인 엘리슨       | 보수당                         | 1,299  | 7.3    | -6.9 |      |
| 1996년 재보궐선거 투표수: 17,900 (33.7%) (-39.2) |           | 노동당 유지 과반 득표: 12,181 (68.0%) +5.0            | 켄 캡스틱         | 틀:정당색/영국을 확인해 주세요 | 949    | 5.3    | 신인 |      |
| 1996년 재보궐선거 투표수: 17,900 (33.7%) (-39.2) |           | 노동당 유지 과반 득표: 12,181 (68.0%) +5.0            | 니콜라이 톨스토이 | 영국 독립당                    | 378    | 2.1    | 신인 |      |
| 1996년 재보궐선거 투표수: 17,900 (33.7%) (-39.2) |           | 노동당 유지 과반 득표: 12,181 (68.0%) +5.0            | 줄리 하일랜드     | 사회주의 평등당                | 89     | 0.5    | 신인 |      |
| 1992년 총선 투표수: 39,314 (72.9%) (+0.3)        |           | 노동당 유지 과반 득표: 24,777 (63.0%) +2.5 +1.3% 선회 |                   | 테리 팻쳇                      | 노동당 | 30.346 | 77.2 | +2.7 |
| 1992년 총선 투표수: 39,314 (72.9%) (+0.3)        |           | 노동당 유지 과반 득표: 24,777 (63.0%) +2.5 +1.3% 선회 | 존 M. 프록터      | 보수당                         | 5,569  | 14.2   | +0.2 |      |
| 1992년 총선 투표수: 39,314 (72.9%) (+0.3)        |           | 노동당 유지 과반 득표: 24,777 (63.0%) +2.5 +1.3% 선회 | 실비아 앤지노티   | 자유민주당                     | 3,399  | 8.6    | -2.9 |      |
| 1987년 총선 투표수: 39,867 (72.6%) (+5.3)        |           | 노동당 유지 과반 득표: 23,511 (60.5%) +12.0           |                   | 테리 팻쳇                      | 노동당 | 29,948 | 74.5 | +8.2 |
| 1987년 총선 투표수: 39,867 (72.6%) (+5.3)        |           | 노동당 유지 과반 득표: 23,511 (60.5%) +12.0           | 제임스 클래피슨   | 보수당                         | 5,437  | 14.0   | -1.9 |      |
| 1987년 총선 투표수: 39,867 (72.6%) (+5.3)        |           | 노동당 유지 과반 득표: 23,511 (60.5%) +12.0           | 제프리 그리프스   | 자유당                         | 4,482  | 11.5   | -7.3 |      |
| 1983년 총선 투표수: 36,067 (67.3%)               |           | 노동당 승리 과반 득표: 17,492 (48.5%)                 |                   | 테리 팻쳇                      | 노동당 | 23,905 | 66.3 |      |
| 1983년 총선 투표수: 36,067 (67.3%)               |           | 노동당 승리 과반 득표: 17,492 (48.5%)                 | 피터 톰린슨       | 자유당                         | 6,413  | 17.8   |      |      |
| 1983년 총선 투표수: 36,067 (67.3%)               |           | 노동당 승리 과반 득표: 17,492 (48.5%)                 | 조지 잉글랜드     | 보수당                         | 5,749  | 15.9   |      |      |

## 같이 보기
- 사우스요크셔주의 의회 선거구 목록